# Argentina Menis
Pour les articles homonymes, voir Menis.
Argentina Menis (née le 19 juillet 1948 à Craiova et morte le 3 mars 2023,) est une athlète roumaine spécialiste du lancer du disque. 

## Carrière
Licenciée au Dinamo Bucureşti et mesurant 1,71 m pour 85 kg, Argentina Menis bat le 23 septembre 1972 le record du monde du lancer du disque avec 67,32 m moins de deux semaines après sa médaille d'argent aux Jeux olympiques de Munich. Sa marque tient jusqu'au 25 mai 1973, date où l'ancienne titulaire, Faina Melnyk, reprend le record. Malgré son record du monde, Argentina Menis termine deuxième dans presque toutes ses compétitions internationales, devancée par Faina Melnyk puis par Maria Vergova, sauf aux Jeux olympiques de Montréal où elle termine sixième.

### Palmarès
| Date | Compétition                | Lieu       | Résultat | Performance |
| ---- | -------------------------- | ---------- | -------- | ----------- |
| 1972 | Jeux olympiques d'été      | Munich     | 2e       | 65,06 m     |
| 1973 | Universiade d'été          | Moscou     | 2e       | 63,92 m     |
| 1974 | Championnats d'Europe      | Rome       | 2e       | 64,62 m     |
| 1975 | Universiade d'été          | Rome       | 2e       | 64,28 m     |
| 1976 | Jeux olympiques d'été      | Montréal   | 6e       | 65,38 m     |
| 1977 | Coupe du monde des nations | Düsseldorf | 2e       | 63,38 m     |

### Records
| Épreuve          | Performance | Lieu     | Date        |
| ---------------- | ----------- | -------- | ----------- |
| Lancer du disque | 67,96 m     | Bucarest | 15 mai 1976 |